# Асен Панчев
Асен Младенов Панчев-Панчето (изписване до 1945 година: Асѣнъ Панчевъ) е български футболист, нападател, треньор и футболен съдия.

## Биография
Роден е в 1906 година в семейството на Младен Панчев и Евгения Настева Стоянова, дъщеря на Насте Стоянов. Юноша е на Левски от първия юношески тим на клуба през 1922 г. За мъжкия тим играе от 1925 до 1937 г., общо 13 сезона. Участва в 106 шампионатни мача с 59 гола, 71 международни мача с над 40 гола и повече от 40 други срещи с 45 гола. Заедно с Асен Пешев са заслужили признанието за една от най-добрите нападателни двойки в историята на Левски. Двукратен шампион и носител на купата на страната през 1933 и 1937 г. Четирикратен столичен пъренец с Левски през 1925, 1929, 1933 и 1937 и четирикратен носител на купата „Улпия Сердика“ през 1926, 1930, 1931 и 1932 г. Има 41 мача и 15 гола за „А“ националния отбор (1926 – 1936).
Той е първият българин реализирал хеттрик за националния отбор. Това става при загубата от Франция с 3:5 през 1932 г. С националния отбор печели купата на БОК през 1931 и Балканската купа в Белград през 1932 г. Участник в квалификационните срещи за СП-1934 с Австрия и Унгария.
През сезона 1934/35 играе като професионалист в „Бохемианс“ (Прага, Чехословакия). Забелязан е от Бохемианс през октомври 1934 г. след приятелски мач с Левски. Изиграва 3 двубоя, но изпада от стартовия състав поради недоразумения в клуба и желанието си да премине в „Простейнов“. През есента на 1935 г. преминава в отбора на АФК Колин. Записва само 1 мач за отбора.
Един от най-известните футболисти в миналото, като ляво крило се отличава с техника, бързина, дрибъл на скорост, изненадващ и точен удар. След тежка контузия през 1937 г. става треньор и ръководи тима на Левски в шампионския му дубъл през 1942 г. От 1945 г. е футболен съдия.